# 国民议会 (科威特)
科威特国民议会（阿拉伯语：مجلس الأمة الكويتي）是科威特的国家立法机关。科威特国民议会实行一院制，由选举产生的50名议员和内阁成员组成，每届任期4年。现任议会议长是Marzouq Ali al-Ghanim，副议长是Mubarak Bunaiah al-Khurainej。